# Spray Mountains
Spray Mountains är en bergskedja i Kanada.   Den ligger i provinsen Alberta, i den centrala delen av landet, 3 000 km väster om huvudstaden Ottawa.
Spray Mountains sträcker sig 28,7 km i sydostlig-nordvästlig riktning. Den högsta toppen är Mount Sir Douglas, 3 411 meter över havet.
Topografiskt ingår följande toppar i Spray Mountains:
- Commonwealth Peak
- Mount Beatty
- Mount Black Prince
- Mount Burstall
- Mount French
- Mount Indefatigable
- Mount Jellicoe
- Mount LeRoy
- Mount Maude
- Mount Monro
- Mount Murray
- Mount Nomad
- Mount Putnik
- Mount Robertson
- Mount Robertson
- Mount Shark
- Mount Sir Douglas
- Mount Sir Douglas
- Mount Smith-Dorrien
- Mount Smuts
- Mount Warspite
- Mount Williams

I omgivningarna runt Spray Mountains växer i huvudsak barrskog. Trakten runt Spray Mountains är nära nog obefolkad, med mindre än två invånare per kvadratkilometer.